# 含噪声中尺度量子计算
目前量子计算的发展正处于一个被称为含噪声中尺度量子（英語：noisy intermediate-scale quantum，简称 NISQ）计算的时代。该时代的主要特征是：量子处理器虽然已包含多达1000个量子比特，但其容错能力尚不成熟，整体规模也未达到足以展现量子优势的程度。这些处理器对环境噪声高度敏感，容易发生量子退相干，因此尚无法实现持续的量子纠错。NISQ时代的“中等规模”特性主要由量子体积这一综合指标来界定，该指标同时考量了量子比特的数量和门操作的保真度。NISQ这一术语由物理学家约翰·普雷斯基尔于2018年首次提出。
依照微软Azure量子计算平台划分的实现级别，NISQ计算属于第1级，是当前量子计算技术水平中最初级的一个阶段。
2023年10月，Atom Computing公司率先推出了包含1180个量子比特的量子处理器，首次在物理量子比特数量上突破了千位大关。尽管如此，截至2024年，公开宣布超过1000量子比特的处理器仍然屈指可数，大部分量子处理器仍处于千比特以下的水平。

## 算法
NISQ算法是特为NISQ时代的量子处理器所设计的量子算法。常见的代表性例子包括变分量子本征求解器（VQE）和量子近似优化算法（QAOA）。这些算法通常采用混合模式，即利用NISQ设备执行量子部分的计算，同时将部分计算任务（如参数优化）交由经典处理器完成。NISQ算法已在量子化学等领域展现出解决特定问题的能力，并在物理学、材料科学、数据科学、密码学、生物学及金融等多个方向具有应用潜力。然而，由于量子电路在执行过程中不可避免地会受到噪声干扰，这些算法的实际应用往往需要借助有效的错误缓解技术。 错误缓解技术旨在通过运行一系列特别设计的量子电路，并对收集到的测量数据进行精心的后处理，从而减轻噪声对最终计算结果的负面影响。这与量子纠错的核心机制不同——量子纠错是在量子电路运行过程中持续地检测并主动纠正发生的错误，而错误缓解则主要依赖于对含噪电路最终输出结果的分析和处理。

## 后NISQ时代
当具备数万乃至更多量子比特且拥有足够纠错能力的量子计算机问世时，NISQ时代便将宣告结束。这些后NISQ时代的先进设备将有能力执行当前无法想象的复杂计算，例如，能够高效运行针对极大整数分解的Shor算法，从而对现有的RSA公钥加密体系构成实质性威胁。
2024年4月，微软公司的研究团队宣布其在降低量子比特错误率方面取得了重大进展，据称仅用4个逻辑量子比特便实现了前所未有的纠错性能。这一突破预示着实用化、规模化的量子计算或许仅需数年时间即可到来，而非原先普遍预期的数十年之久。